# Личинка (анімаційний серіал)
Ларва — це анімаційна комедія, створена компанією Tuba Entertainment у Сеулі, Південна Корея. Цей мультфільм показує дві личинки як головні герої. У Індонезії ця серія транслювалася на RCTI .

## Характер
- Червоний — Червонувата маленька має жорсткий і нетерплячий характер. Він кричав, як Брюс Лі, і викинув ноги в повітря, навіть якщо у нього не було ніг, як у людей. Червоний — це персонаж, який завжди відчуває страждання. Більшість починається з жадібності до чогось.
- Жовта — жовта личинка йде повільно і жадібно. Він завжди слухає Червоного, але часто втрачає контроль над собою, коли бачить їжу.

### Інші
- Вайолет — Таємничий гігантський черв'як сховав своє велике тіло під землею і спостерігав, що роблять Червоний і Жовтий, поки не випустила свою маленьку голову. Коли йому загрожували, він показав своє велике тіло і страшні зуби.
- Pink — Цей персонаж рожевої личинки нагадує чарівність. Рожеві віддають перевагу червоні личинки, але Рожевий віддає перевагу Жовтому. Рожевий любить Жовтий, як є, навіть коли Жовтий викидає будь-який газ, Рожевий може сміятися, щоб побачити його. Рожевий є єдиним жіночим характером, який з'являється в серії «Личинка».
- Чорний — Подібно до свого статусу, цей могутній жук бояться інших. У епізоді, що називається Гаряча весна, жовті та червоні личинки, які купаються в гарячій воді, повинні бути готові підняти, тому що сигнал від жука, який не хоче їх обох, знаходиться в одному басейні: can). Чорний зазвичай любить пробивати кокон як бокс-самсак.
- Браун — Це один з найбільш брудних символів серед інших. Браун любить котити бруд, тому часто перешкоджає іншим друзям. У епізоді, навіть Браун зробив Жовтий і Червоний сміються вголос через його дурну поведінку для вилки і ложки.
- Fish Monster — Ця риба часто турбує червоного і жовтого. Вони навіть повинні захищатися від нападу риби, якщо вони не хочуть бути їхньою здобиччю. Але часто ця нестабільна ситуація насправді провокує сміх глядачів.
- Rainbow — Равлик, який часто є мішенню червоного і жовтого невігластва. Коли вона виходить зі своєї оболонки, вона показує своє тіло, яке нагадує людське тіло і може швидко рухатися, якщо воно знаходиться в його оболонці, воно буде рухатися повільно. У епізоді Червоний і Жовтий сміються над Rainbow, тому що він проходить дуже повільно, Rainbow рветься рідиною на Red and Yellow, що призводить до уповільнення двох. Але за все це, Веселка виявилася швидкою теж, коли він закочувався в його оболонці і далеко залишив неосвічені дует ларви.
- Призма — це хамелеон, який часто турбує червоного і жовтого. Призма тільки з'явилася у другому сезоні Личинки.
- Щур — Так само, як Prism, ця миша завжди турбує і переслідує червоного і жовтого. Щура замінює роль Призми в третьому сезоні Личинки.
- Комаха палички — це комаха комахи, котра легко захоплюється вітром. У епізоді він подружився з Жовтим і врятував Жовтий, який був у небезпеці.
- Baby Coco -Tasas зелені або коричневі, які міцні і хороші жовті і червоні приносять їх до реального світу жовтим і червоним.

## Список епізодів

### 1-й сезон (2011—2012)

#### 2011-2012
| Епізод | Дата       | Субтитри                      |
| ------ | ---------- | ----------------------------- |
| 1-2    | 26 березня | Морозиво                      |
| 1-2    | 26 березня | Комар                         |
| 1-2    | 26 березня | Торкніться Dance              |
| 1-2    | 26 березня | Гриби                         |
| 3-4    | 2 квітня   | Гумка (1) \ t                 |
| 3-4    | 2 квітня   | Льодова дорога                |
| 3-4    | 2 квітня   | Став                          |
| 3-4    | 2 квітня   | Комахоїдний завод (1)         |
| 5-6    | 9 квітня   | Равлик                        |
| 5-6    | 9 квітня   | Хропіння                      |
| 5-6    | 9 квітня   | Поп-кукурудза                 |
| 5-6    | 9 квітня   | Акваріум                      |
| 7-8    | 16 квітня  | Шинка                         |
| 7-8    | 16 квітня  | Надприродні держави           |
| 7-8    | 16 квітня  | Fly                           |
| 7-8    | 16 квітня  | Спагеті                       |
| 9-10   | 16 липня   | Форма повітря                 |
| 9-10   | 16 липня   | Кокон                         |
| 9-10   | 16 липня   | Пудинг                        |
| 11-12  | 30 липня   | Кавун                         |
| 11-12  | 30 липня   | НЛО                           |
| 11-12  | 30 липня   | Риболовля                     |
| 11-12  | 30 липня   | За межами тіла                |
| 13-14  | 13 серпня  | Гарячі джерела                |
| 13-14  | 13 серпня  | Приховати                     |
| 13-14  | 13 серпня  | Землетрус                     |
| 13-14  | 13 серпня  | Рішення для росту волосся (1) |
| 15-16  | 10 грудня  | Повінь (1)                    |
| 15-16  | 10 грудня  | Болото                        |
| 15-16  | 10 грудня  | Волоські горіхи               |
| 15-16  | 10 грудня  | Сода                          |
| 17-18  | 17 грудня  | Жаба                          |
| 17-18  | 17 грудня  | Тайфун (1)                    |
| 17-18  | 17 грудня  | Порожнини                     |
| 17-18  | 17 грудня  | Розміщення грошей             |
| 19-20  | 24 грудня  | Концерт                       |
| 19-20  | 24 грудня  | Боротьба з сніжкою            |
| 19-20  | 24 грудня  | Повінь (2)                    |
| 19-20  | 24 грудня  | Мурахи                        |
| 21-22  | 31 грудня  | Шлунок                        |
| 21-22  | 31 грудня  | Мумія                         |
| 21-22  | 31 грудня  | Бджоли (1) \ t                |
| 21-22  | 31 грудня  | Повітряна куля                |
| 23-24  | 7 січня    | Секретна тиснення             |
| 23-24  | 7 січня    | Весна                         |
| 23-24  | 7 січня    | Різдво                        |
| 23-24  | 7 січня    | Жовтий термінатор             |
| 25-26  | 14 січня   | Цемент                        |
| 25-26  | 14 січня   | Larvatar (1)                  |
| 25-26  | 14 січня   | Хіп-хоп                       |
| 25-26  | 14 січня   | Слиз                          |

### 2012-2013
| 27-28 | 9 червня   | Град                          |
| 27-28 | 9 червня   | Отвір                         |
| 27-28 | 9 червня   | Камедь (2) \ t                |
| 27-28 | 9 червня   | Дощ                           |
| 29-30 | 16 червня  | Рукавички                     |
| 29-30 | 16 червня  | Сміх                          |
| 29-30 | 16 червня  | Захворювання очей             |
| 29-30 | 16 червня  | Зникнення                     |
| 31-32 | 23 червня  | Перука                        |
| 31-32 | 23 червня  | Вампір                        |
| 31-32 | 23 червня  | Годинник                      |
| 31-32 | 23 червня  | Учасник конкурсу              |
| 33-34 | 7 липня    | Парфуми                       |
| 33-34 | 7 липня    | Клей                          |
| 33-34 | 7 липня    | Свінг                         |
| 33-34 | 7 липня    | Комахоїдний завод (2)         |
| 35-36 | 8 вересня  | Бджоли (2) \ t                |
| 35-36 | 8 вересня  | Страшна ніч                   |
| 35-36 | 8 вересня  | Прогулянка по канату          |
| 35-36 | 8 вересня  | Павуки                        |
| 37-38 | 22 вересня | Супер рідкий                  |
| 37-38 | 22 вересня | Кошмар                        |
| 37-38 | 22 вересня | Чик                           |
| 39-40 | 22 грудня  | Газ                           |
| 39-40 | 22 грудня  | Секрет равлики                |
| 39-40 | 22 грудня  | Руки                          |
| 39-40 | 22 грудня  | Скляна пляшка                 |
| 41-42 | 29 грудня  | Вальс місячної ночі           |
| 41-42 | 29 грудня  | Рішення для росту волосся (2) |
| 41-42 | 29 грудня  | Богомол                       |
| 41-42 | 29 грудня  | Тайфун (2)                    |
| 43-44 | 5 січня    | Чилі-шоу                      |
| 43-44 | 5 січня    | Чужорідні Ціна                |
| 43-44 | 5 січня    | Виноград                      |
| 43-44 | 5 січня    | Пісок монстра                 |
| 45-46 | 12 січня   | Larvatar (2)                  |
| 45-46 | 12 січня   | Іграшковий автомобіль         |
| 45-46 | 12 січня   | Любов (1 і 2)                 |
| 47-48 | 23 березня | Лебедине озеро                |
| 47-48 | 23 березня | Електрика                     |
| 47-48 | 23 березня | Свисток                       |
| 47-48 | 23 березня | Дайвінг                       |
| 49-50 | 30 березня | Вогонь                        |
| 49-50 | 30 березня | Гойдалка                      |
| 49-50 | 30 березня | Водне шоу                     |
| 49-50 | 30 березня | Fly Yellow                    |
| 51-52 | 6 квітня   | Webfoot Octopus               |
| 51-52 | 6 квітня   | Дикий і дикий світ            |

### Сезон 3 (2014—2015)

#### 2014-2015
| Епізод  | Дата       | Субтитри                |
| ------- | ---------- | ----------------------- |
| 53-54   | 18 січня   | Привіт Ларва            |
| 53-54   | 18 січня   | Бульбашки               |
| 55-56   | 25 січня   | Робот                   |
| 55-56   | 25 січня   | Привіт Браун            |
| 57-58   | 1 лютого   | Холодильник             |
| 57-58   | 1 лютого   | Ролі Полі               |
| 59-60   | 8 лютого   | Лижний трамплін         |
| 59-60   | 8 лютого   | Привіт Чорний           |
| 61-62   | 15 лютого  | Вивчення людського тіла |
| 61-62   | 15 лютого  | Помідор                 |
| 63-64   | 17 грудня  | Макіяж                  |
| 63-64   | 17 грудня  | Гумка                   |
| 65-66   | 21 грудня  | Чхання                  |
| 65-66   | 21 грудня  | Дурний гриб             |
| 67-68   | 22 грудня  | Піратська рулетка       |
| 67-68   | 22 грудня  | Пінг-понг               |
| 69-70   | 23 грудня  | Павукова личинка        |
| 69-70   | 23 грудня  | Bomb Bug                |
| 71-72   | 24 грудня  | Привіт Рожевий          |
| 71-72   | 24 грудня  | Поворот                 |
| 73-74   | 25 грудня  | Танець спікера          |
| 73-74   | 25 грудня  | Кінцівки                |
| 75-76   | 28 грудня  | Ванна                   |
| 75-76   | 28 грудня  | Genius Yellow           |
| 77-78   | 29 грудня  | Привіт фіолетовий       |
| 77-78   | 29 грудня  | Дієта                   |
| 79-80   | 27 березня | Свисток                 |
| 79-80   | 27 березня | Піт                     |
| 81-82   | 4 квітня   | Вентилятор              |
| 81-82   | 4 квітня   | Nanta                   |
| 83-84   | 11 квітня  | Кошмар                  |
| 83-84   | 11 квітня  | Bomb Bug (RE)           |
| 85-88   | 17 квітня  | Жовта курка             |
| 85-88   | 17 квітня  | Піратська рулетка (RE)  |
| 89-90   | 25 квітня  | Туалет                  |
| 89-90   | 25 квітня  | Пінг-понг (RE)          |
| 91-92   | 1 травня   | Печиво удачі            |
| 91-92   | 1 травня   | Привіт Браун (RE)       |
| 93-94   | 8 травня   | Чарівний горщик         |
| 93-94   | 8 травня   | Бульбашки (RE)          |
| 21-го   | 22 червня  | Mayfly (1 і 2)          |
| 95-96   | 16 травня  | Larvengers              |
| 95-96   | 16 травня  | Макіяж (RE)             |
| 97-98   | 23 травня  | Приховати               |
| 97-98   | 23 травня  | Кінцівки (RE)           |
| 99-100  | 29 травня  | Опера                   |
| 99-100  | 29 травня  | Павук-личинка (RE)      |
| 101-102 | 6 червня   | Лід стіни               |
| 101-102 | 6 червня   | Roly Poly (RE)          |
| 103-104 | 27 липня   | Колись                  |
| 103-104 | 27 липня   | Помідор (RE)            |

### Сезон 4 (2016—2017)

#### 2016-2017
| Епізод  | Дата         | Субтитри               |
| ------- | ------------ | ---------------------- |
| 105-106 | 4 серпня     | Пончик                 |
| 105-106 | 4 серпня     | Спалахнути             |
| 107-108 | 4 серпня     | Коробка                |
| 107-108 | 4 серпня     | Тайфун                 |
| 109-110 | 4 серпня     | Пожежний кран          |
| 109-110 | 4 серпня     | Лимон                  |
| 111-112 | 4 серпня     | Гумова пердеть         |
| 111-112 | 4 серпня     | Колір                  |
| 113-114 | 4 серпня     | Лід                    |
| 113-114 | 4 серпня     | Потік                  |
| 115-116 | 4 серпня     | Баскетбол              |
| 115-116 | 4 серпня     | Гойдають               |
| 117-118 | 4 серпня     | Ікота                  |
| 117-118 | 4 серпня     | Щури                   |
| 119-120 | 4 серпня     | Часник (1 і 2)         |
| 119-120 | 4 серпня     | Колеса                 |
| 121-122 | 4 серпня     | Магніт                 |
| 121-122 | 4 серпня     | Комахи мови            |
| 123-124 | 4 серпня     | Олі                    |
| 123-124 | 4 серпня     | Вік (1 і 2)            |
| 125-126 | 4 серпня     | Червоний грім          |
| 125-126 | 4 серпня     | Цемент                 |
| 127-128 | 4 серпня     | Chaser                 |
| 127-128 | 4 серпня     | Wrap                   |
| 129-130 | 4 серпня     | Срібло                 |
| 129-130 | 4 серпня     | Ковчег                 |
| 131-132 | 4 серпня     | Клещі                  |
| 131-132 | 4 серпня     | Can-can                |
| 81-82   | 26 листопада | Секретний рожевий      |
| 81-82   | 26 листопада | Масаж                  |
| 83-84   | 26 листопада | Лояльність             |
| 83-84   | 26 листопада | Личинка кунг-фу        |
| 85-88   | 26 листопада | Труби                  |
| 85-88   | 26 листопада | Тег                    |
| 89-90   | 26 листопада | Кубок Мі               |
| 89-90   | 26 листопада | Сплячий Нечистий       |
| 91-92   | 13 квітня    | Суші                   |
| 91-92   | 13 квітня    | Поганий дихання        |
| 93-94   | 13 квітня    | Башта стеків           |
| 93-94   | 13 квітня    | Це важко для чоловіків |
| 21-го   | 13 квітня    | Showdown               |
| 95-96   | 13 квітня    | Бойовий танець         |
| 95-96   | 13 квітня    | Booger                 |
| 97-98   | 13 квітня    | Детективи (1 і 2)      |
| 97-98   | 13 квітня    | Секретний жовтий       |
| 99-100  | 13 квітня    | Став                   |
| 99-100  | 13 квітня    | Попперс конфетті       |
| 101-102 | 13 квітня    | Дощ                    |
| 101-102 | 13 квітня    | Життя личинки          |

### 2017-2018
| 103-104 | 13 квітня    | Склоочисник            |
| 103-104 | 13 квітня    | Личинки дороги         |
| 105-106 | 4 серпня     | Помста (1 і 2)         |
| 105-106 | 4 серпня     | Боротьба з сніжкою     |
| 55-56   | 4 серпня     | Життя мишей            |
| 55-56   | 4 серпня     | Бійці на вітрі         |
| 57-58   | 4 серпня     | Кільцева личинка       |
| 57-58   | 4 серпня     | Спалах світла          |
| 59-60   | 4 серпня     | Клей                   |
| 59-60   | 4 серпня     | Антена                 |
| 61-62   | 4 серпня     | Показ мод              |
| 61-62   | 4 серпня     | Початківець комедій    |
| 63-64   | 4 серпня     | Рукавички              |
| 63-64   | 4 серпня     | Onar                   |
| 65-66   | 4 серпня     | Морська битва          |
| 65-66   | 4 серпня     | Гумовий м'яч           |
| 67-68   | 4 серпня     | Запаморочення          |
| 67-68   | 4 серпня     | Pitapat                |
| 69-70   | 4 серпня     | Марафон                |
| 69-70   | 4 серпня     | Зелений чай            |
| 71-72   | 4 серпня     | Повінь                 |
| 71-72   | 4 серпня     | Парасолька             |
| 73-74   | 4 серпня     | Сир                    |
| 73-74   | 4 серпня     | Тиск (1 і 2)           |
| 75-76   | 4 серпня     | Досвід буде            |
| 75-76   | 4 серпня     | Маленький автомобіль   |
| 77-78   | 4 серпня     | Секретна тиска (1 і 2) |
| 77-78   | 4 серпня     | Грязьовий рулон        |
| 79-80   | 4 серпня     | Ларварта               |
| 79-80   | 4 серпня     | Бобслей                |
| 81-82   | 26 листопада | Різдво                 |
| 81-82   | 26 листопада | Як час йде             |

### 5 сезон (2018—2019)

#### 2018-2019
| Епізод | Дата      | Субтитри              |
| ------ | --------- | --------------------- |
| 53-54  | 19 жовтня | Острів Личинки        |
| 53-54  | 19 жовтня | Чак                   |
| 55-56  | 19 жовтня | Очевидно              |
| 55-56  | 19 жовтня | Крабоформер           |
| 57-58  | 19 жовтня | Риболовля             |
| 57-58  | 19 жовтня | Підвіска              |
| 59-60  | 19 жовтня | Острів Лала           |
| 59-60  | 19 жовтня | Майстер-шеф           |
| 61-62  | 19 жовтня | Сільське господарство |
| 61-62  | 19 жовтня | Пірати                |
| 63-64  | 19 жовтня | Зміни                 |

### Ларва фільм
| Ларва фільм | 3 серпня | Кокон                              |
| Ларва фільм | 3 серпня | Nanta (RE)                         |
| Ларва фільм | 3 серпня | Дієта (RE)                         |
| Ларва фільм | 3 серпня | Привіт Чорний (RE)                 |
| Ларва фільм | 3 серпня | Gum (RE)                           |
| Ларва фільм | 3 серпня | Пот (RE)                           |
| Ларва фільм | 3 серпня | Чарівний горщик (RE)               |
| Ларва фільм | 3 серпня | Дикий і дикий світ (1)             |
| Ларва фільм | 3 серпня | Дикий і дикий світ (2 і 3)         |
| Ларва фільм | 3 серпня | Личинки охорони (1-7)              |
| Ларва фільм | 3 серпня | Вбивці комах (1-3)                 |
| Ларва фільм | 3 серпня | Нові друзі (1-4) \ t               |
| Ларва фільм | 3 серпня | Як живуть жителі Нью-Йорка (1 і 2) |
| Ларва фільм | 3 серпня | Манго (1 і 2)                      |